# Földtörténet

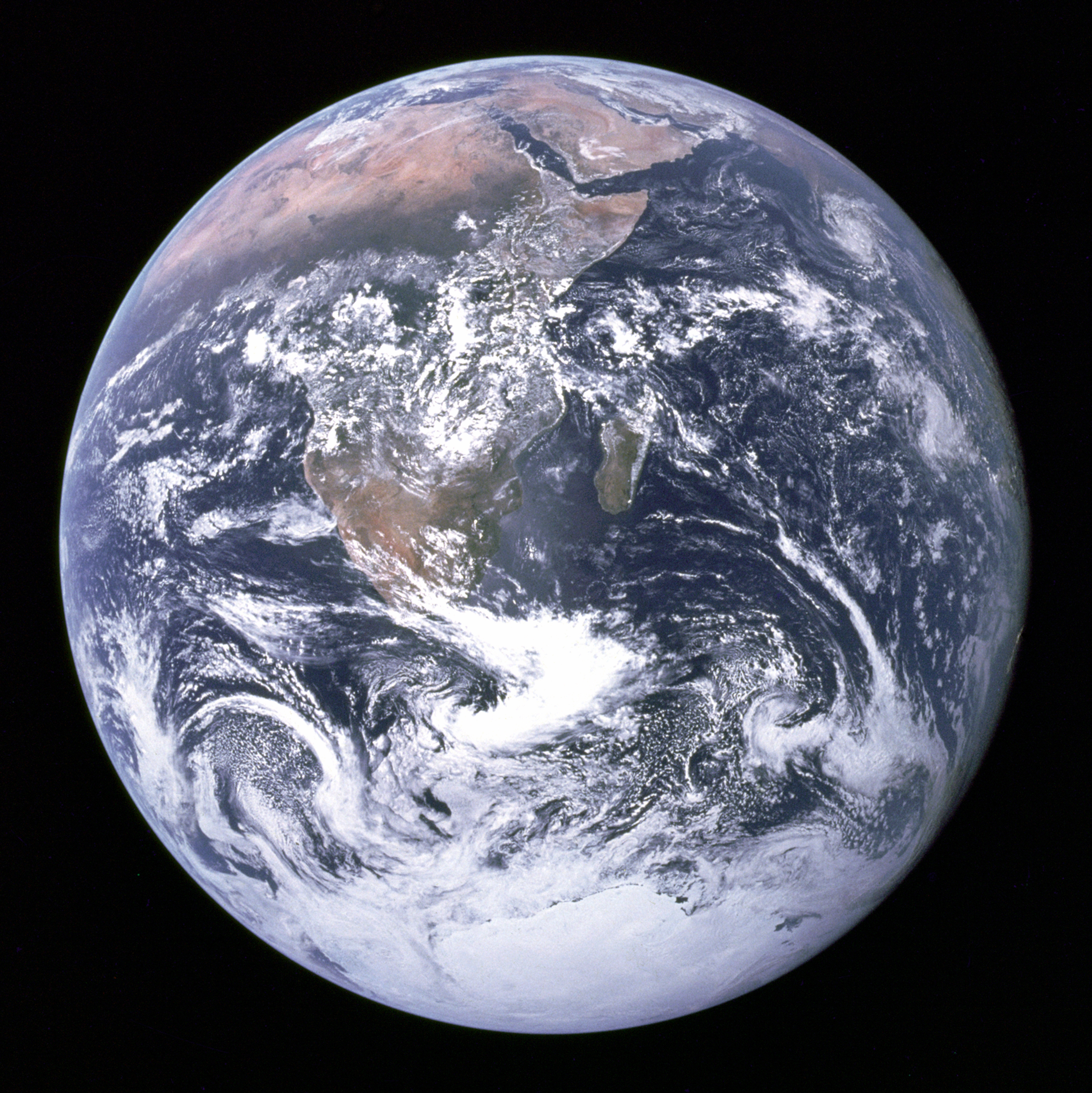
A Föld bolygó az űrből (Apollo–17, 1972)

A Föld története hozzávetőlegesen 4,7 milliárd évre (4 567 000 000 év) nyúlik vissza, a protoplanetáris ködből kialakuló Földtől napjainkig. Ez a szócikk egy terjedelmes áttekintést ad, összefoglalva a főbb tudományos elméleteket. Hogy el tudjunk igazodni az időskálán, egy 24 órás órát fogunk használni, amit beosztunk a Föld életkorára, kezdve 4,567 milliárd évvel ezelőttől egészen napjainkig. Minden másodperce ennek az órának kb. 53 000 évet jelent. A "Nagy Bumm" és az univerzum keletkezése kb. 13,8 milliárd évvel ezelőttre tehető, ez egyenértékű majdnem 3 nappal – tehát két teljes nappal azelőtt történt, hogy a mi beosztott óránk elkezdett ketyegni.

## A Föld története

### A Föld keletkezése
A Világegyetem valószínűleg körülbelül 13,8 milliárd éve keletkezett. A Naprendszer  mintegy 4,6 milliárd éve alakult ki; a Föld születését is ez időre teszik. Kb. 4,6 milliárd évesek a Hold legidősebb kőzetei és a legidősebb, a Földre hullott meteoritok is. A legidősebb földi kőzetek kora körülbelül 4 milliárd év.
A Föld a keletkezése után forró, olvadt állapotban volt, és anyagai sűrűségüknek megfelelően gömbhéjakba rendeződtek. A Föld magjában föltehetőleg a viszonylag sűrű vas és nikkel halmozódott fel, kívül pedig a ritka, gázokból álló légkört találjuk.

### Hadaikum
4567,17 – 4000 millió évvel ezelőtt. A hadaikum a földtörténet sorrendben legelső eonja. A különböző források eltérően határozzák meg hosszát, de hozzávetőleg a 4,6 milliárd évvel ezelőttől a 3,8 milliárd évvel ezelőttig terjedő időszakot értik alatta. Ezen intervallum eseményei a bolygóanyag összeállásától, a Hold létrejöttétől, az ősóceánok kialakulásán át az élet megjelenéséig terjednek, kétségkívül a Föld legmozgalmasabb és legváltozatosabb időszakává téve az eont.

### Archaikum
4000 – 2600 millió évvel ezelőtt.
- Éghajlat:
  - A felszíni hőmérséklet csökkent.
- A földfelszín alakulása:
  - A földkéreg, az ősóceán és az őslégkör kialakulása. A hőmérséklet csökkenésével megszilárdult a földfelszín. Amikor a hőmérséklet 100 °C alá süllyedt, a vízgőz lecsapódásával kialakult az ősóceán. Az őslégkör ún. redukáló légkör volt: oxigént nem tartalmazott, fő összetevői: ammónia, metán, vízgőz, szén-dioxid.
  - Az első, még felismerhető hegységképződési időszak (Katarchai).
- Az élet fejlődése:
  - Kémiai evolúció: Az őslégkörben a szervetlen anyagokból ultraibolya sugárzás és elektromos kisülések (pl: villámlás) hatására szerves molekulák jöttek létre (pl: cukrok, aminosavak), melyek aztán bemosódtak az ősóceánba;
  - Biológiai evolúció – Az ősóceánban a szerves molekulákból élő rendszerek jöttek létre kb. 3,5 milliárd éve. Az ősi fotoszintetizáló kékbaktériumok a vízben oldott CO2 felvételével meszet választottak ki, ezekből épültek fel a sztromatolitok (gömbhéjas szerkezetű kőzetgumók). A legrégibb sztromatolitok Ausztráliából, az Apex Tűzkőből kerültek elő (3,5 milliárd évesek).

### Proterozoikum
2600-542 millió évvel ezelőtt.
A hadaikumot, az archaikumot és a proterozoikumot együtt prekambriumnak (azaz kambrium előtti kornak) nevezzük.
- Éghajlat:
  - Általában meleg, de legalább négy jégkorszak nyomai fedezhetők fel: 2300, 1200, 900 és 700 millió évvel ezelőtt.
- Földfelszín alakulása:
  - Több hegységképződés is lezajlott, az ekkor keletkezett őshegységek lepusztult maradványaiból jöttek létre a kontinensek magját képező ősmasszívumok (pajzsok).
  - Az előidő végére négy őskontinens alakult ki:
    1. Észak-amerikai tábla (Laurencia) – Kanadai pajzs és Grönland, közöttük a Japetus-óceán
    2. Kelet-európai tábla (Fennoszarmácia) – Balti pajzs és Ukrán pajzs, közöttük az Uráli-óceán
    3. Szibériai tábla – Angara pajzs
    4. Gondwana – az ősi Dél-Amerika, Afrika, Arábia, India, Ausztrália és Antarktisz.
- Az élővilág fejlődése:
  - Eukarióták megjelenése az óceánokban kb. 2,2-2,0 milliárd évvel ezelőtt (endoszimbionta elmélet). A mitokondrium kb. 2 mrd., az ostor kb. 1,5 mrd., a plasztisz kb. 1 mrd. éve jelent meg. Nem sokkal később a többsejtűek is megjelentek. A proterozoikum leggazdagabb élővilág-maradványa az Ediacara-fauna. Kora feltehetőleg 680-543 millió év, bár egyes képviselőik szivacsokkal (Porifera) együtt is előfordulnak. A bióta rendszertani helye bizonytalan, egyes feltevések szerint főként csalánozók, gyűrűsférgek és ízeltlábúak ősei alkotják.

### Fanerozoikum

#### Paleozoikum
542-251,9 millió évvel ezelőtt.
Tagolása:
6 időszak: kambrium, ordovícium, szilur, devon, karbon, perm.
- Éghajlat:
  - Az élővilág hatására gyorsan nő a légköri oxigén mennyisége és kialakul az ózonréteg. Az éghajlat változatos, az északi félgömbön meleg, viszonylag kiegyenlített, a déli félgömbön két jégkorszak is elkülöníthető (az ordoviciumi 450, a permokarbon pedig 250 millió évvel ezelőtt).
  - A karbonban a Variszcidák mentén a trópusi éghajlat kedvezett a kőszénképződésnek.
- A földfelszín alakulása:
  - A paleozoikumban két jelentős hegységképződés zajlott.
    1. Kaledóniai-hegységképződés (ordovicium – szilur – devon időszakban, kb. 500-350 millió éve)
Laurencia és Fennoszarmácia ütközése során egységes kontinenssé forrt össze: Euramerika vagy Old Red kontinens. Az ütközés vonalában húzódott a Kaledóniai-hegységrendszer, amelynek tagjai a kaledonidák. Maradványaik ma Skandinávia nyugati részén, Skóciában, Észak-Írországban, Kelet-Grönlandon és az Appalache-hegység északi részén figyelhetők meg.
    2. Variszkuszi- (Herziniai) hegységképződés (karbon – perm időszakban, kb. 400-230 millió éve)
A variszkuszi hegységképződés során két ütközés zajlott le, közel egyidőben:
a. Euramerika és Angara ütközésével kialakult Laurázsia.
b. Laurázsia és Gondwana ütközésével pedig kialakult az egységes szuperkontinens, a Pangea, körülötte az egységes óceán, a Panthalassza, Pangea "öblében" pedig a Tethys.

  - Az ütközések során alakult ki a Variszkuszi-hegységrendszer, amelynek tagjai a Variszcidák. Maradványaik: az Appalache déli része, Dél-Anglia és Franciaország hegységei, a Német-középhegység, a Cseh-medence peremhegységei, a Lengyel-középhegység, a Rodope és az Ural. (A variszkuszi hegységképződés kimutatható még Ausztráliában: Nagy-Vízválasztó-hegység, Észak-Afrikában és Közép-Ázsiában is.)
- Az élővilág fejlődése:
  - kambrium: a gerinctelen állatoknál megjelent a szilárd váz, a kambrium végére kialakultak a moszattörzsek és a gerinctelen állatok törzsei. Jellegzetes fosszíliák ebből az időszakból a trilobiták (háromkaréjú ősrákok).
  - ordovícium: a zátonyképző korallok elterjedése;
  - szilur: megjelentek az első szárazföldi növények;
  - devon: a szárazföld meghódítása a növények (ősharasztok) és az állatok (ízeltlábúak) által. Megjelentek a halak.
  - karbon: az északi félgömbön mocsárerdők főleg fatermetű harasztokból (maradványaikból keletkezett a földi kőszénkészlet jelentős része). A kétéltűek elterjedése.
  - perm: a nyitvatermők és a hüllők elterjedése.
  - A paleozoikum végén az állatvilág kb. 50%-a kihalt (perm–triász kihalási esemény).

#### Mezozoikum
251,9-66 millió évvel ezelőtt.
Tagolása:
3 időszak: triász, jura, kréta.
- Éghajlat:
  - Meleg, jégkorszak nem volt.
- A földfelszín alakulása:
  - A triász elején még egységes Pangea elkezd feldarabolódni, a szétválás a jura és a kréta időszakban a legintenzívebb. A folyamat során megkezdődik a ma ismert kontinensek elkülönülése.
  - triász: nyugodt időszak, tengeri üledékképződés;
  - jura: a Pacifikus-hegységrendszer kialakulásának kezdete (a Csendes-óceáni – Pacifikus – lemez ütközése Amerikával és Ázsiával);
  - kréta: az Eurázsiai-hegységrendszer kialakulásának kezdete (Eurázsia ütközése Afrikával, a köztük húzódó Tethys-óceán bezáródása és üledékének felgyűrődése).
  - A Pacifikus- és Eurázsiai-hegységrendszer kialakulásának folyamata máig tart.
- Az élővilág fejlődése:
  - növények: a nyitvatermők (fenyők) virágkora (jura időszak), a zárvatermők megjelenése és elterjedésének kezdete (kréta időszak);
  - állatok: a gerinctelenek közül jellemzőek az egysejtű foraminiferák ("likacsoshéjúak"), a puhatestűek (csigák, kagylók, ammoniteszek), ízeltlábúak (rákok, rovarok). A gerincesek közül a kétéltűek virágkora a triászban, a hüllőké pedig a jura és kréta időszakban volt. A madarak (Archeopterix=ősmadár) a jura időszakban, az emlősök a triász és jura időszak határán jelentek meg.
  - A középidő végén az állatvilág jelentős része kihalt (kréta-paleogén kihalási esemény).

#### Kainozoikum
66 millió évvel ezelőttől máig.
a) Tercier (harmadidőszak) 66-2,5 millió évvel ezelőtt:
A tercier elnevezés ma hivatalosan nem szerepel a geokronológiában, sem a kronosztratigráfiában, de informálisan használják. Helyette paleogénre (paleocén, eocén, oligocén) és neogénre (miocén, pliocén) osztjuk a korábbi terciert.
- Éghajlat:
  - Lehűlés és felmelegedés váltakozása.
- A földfelszín alakulása:
  - A lemezmozgások folytatódtak, a tercier végére a kontinensek nagyjából mai helyükre kerültek. A mezozoos hegységképződések folytatódtak, ekkor volt a Pacifikus- és Eurázsiai-hegységrendszer kialakulásának fő időszaka.
  - A Pacifikus-hegységrendszer tagjai: Kamcsatka, Kuril-szigetek, Japán hegységei, Kordillerák, Andok.
  - Az Eurázsiai hegységrendszer tagjai: Atlasz, Pireneusok, Alpok, Appenninek, Kárpátok, Dinári-hegység, Balkán-hegység, Pontus (Észak-anatóliai-hegység), Toros, Kaukázus, Elburz, Zagrosz, Himalája.
- Az élővilág fejlődése:
  - zárvatermők elterjedése;
  - emlősök elterjedése (adaptív radiációja).

b) Kvarter (negyedidőszak) 2,5 millió évvel ezelőttől máig
Tagolása:
2 kor: pleisztocén, holocén
- Éghajlat:
  - A pleisztocén korban eljegesedés az északi félgömbön. Okai elsősorban Földön kívüli, csillagászati eredetűek: például a Föld pályájának módosulása – az ekliptika és a Föld forgástengelye által bezárt szög változása.
  - A sarkvidéki jégtakaró dél felé húzódott, legnagyobb kiterjedése 47 millió km², átlagos vastagsága 2000-3000 méter. A jégtakaró Európában a London – Köln – Krakkó – Kijev vonalig (Alpok – Kárpátok vonaláig), Észak-Amerikában pedig kb. az északi szélesség
40°-áig húzódott.
  - A pleisztocén korban több hidegebb (glaciális=jégkorszak) és enyhébb (interglaciális=jégkorszakköz) időszak különböztethető meg. Az Alpokban 6 eljegesedést (glaciálist) mutattak ki: Biber, Duna, Günz, Mindel, Riss, Würm. Észak-Amerikában 4 eljegesedést (glaciálist) mutattak ki: Nebraska, Kansas, Illinois, Wisconsin. (Közöttük interglaciálisok voltak.)
  - A jégtakaróval határos, de jéggel nem borított térségek éghajlatát, felszínformáló erőit és élővilágát a jégtakaró erősen befolyásolta, ezek a jégkörnyéki=periglaciális területek (például Magyarország).
  - A jégkorszak idején csökkent a tengerek vízszintje, mert a víz jelentős része fagyott állapotban volt.
  - A legutóbbi glaciális kb. 10 ezer éve ért véget, azóta a jégtakaró visszahúzódott a mai helyére.
  - A holocén korban általános felmelegedés tapasztalható (interglaciálisnak tekinthető).
- A földfelszín alakulása:
  - A pleisztocénben a legfontosabb felszínformáló erő a jégtakaró és a gleccserek pusztító és építő munkája. A periglaciális területeken lösz képződött.
  - A holocén legfontosabb felszínformáló erői a folyóvizek.
- Az élővilág fejlődése:
  - A glaciálisok során a melegkedvelő élőlények jelentős része kipusztult vagy dél felé vándorolt, a többi alkalmazkodott a hidegebb éghajlathoz (például mamut, gyapjas orrszarvú, barlangi medve).
  - Az ember evolúciója: Neander-völgyi ember – jégkorszaki ember (pleisztocénben).